# Квяткувка
Квяткувка (пол. Kwiatkówka) — село в Польщі, у гміні Томашув-Мазовецький Томашовського повіту Лодзинського воєводства.
Населення — 186 осіб (2011).
У 1975-1998 роках село належало до Пйотрковського воєводства.

## Демографія
Демографічна структура станом на 31 березня 2011 року:
|          | Загалом | Допрацездатний вік | Працездатний вік | Постпрацездатний вік |
| -------- | ------- | ------------------ | ---------------- | -------------------- |
| Чоловіки | 90      | 17                 | 63               | 10                   |
| Жінки    | 96      | 22                 | 55               | 19                   |
| Разом    | 186     | 39                 | 118              | 29                   |